# Chobenalla Aragonesista
Chobenalla Aragonesista (Juventud Aragonesista en aragonés), conocida exclusivamente en muchos ámbitos como Chobenalla, fue una organización política juvenil cuyo ámbito de actuación era la comunidad autónoma de Aragón, en España. Chobenalla Aragonesista era una organización de ideología carácter nacionalista aragonés, independentista y socialista, ligada originalmente a la Chunta Aragonesista (CHA), pero desligada de esta a raíz de las diferentes desavenencias que surgieron en 2004 entre ambos grupos.

La estrelada aragonesa, principal bandera del aragonesismo político de izquierdas y utilizada por Chobenalla Aragonesista durante su existencia.

## Historia
Chobenalla Aragonesista nació en 1992 como el órgano juvenil de la Chunta Aragonesista (CHA), aunque desde su nacimiento mantuvo autonomía orgánica con respecto al partido matriz. Su ideario se definió originariamente como nacionalista aragonés de izquierdas, a favor de la autodeterminación de Aragón, habiendo en su seno desde militantes federalistas hasta independentistas, y siendo la organización de referencia del independentismo aragonés juvenil durante más de 20 años. Posteriormente este ideario evolucionó hasta posiciones abiertamente independentistas y socialistas.
Desde el comienzo de su existencia las principales luchas en las que se participó fueron la lucha en defensa de la tierra (contra los pantanos y embalses, donde fue una organización puntera en la lucha contra el Plan Hidrológico Nacional, contra el Proyecto Rubbiatron, etc.), en defensa del idioma aragonés y otras luchas propias de la izquierda como el antifascismo o el feminismo.
A lo largo de su historia tuvo muchos altibajos en número de militancia, bien por escisiones, bien por bajas masivas producidas por desavenencias con CHA.
Estas desavenencias siempre se habían producido, no obstante se hicieron efectivas después de la Asambleya Nazional de Chobenalla Aragonesista celebrada en Jaca en 2004, en donde se aprobaron una serie de medidas que, según la dirección nacional de CHA, se alejaban del ideario del partido. Una de las más importantes fue el posicionamiento de Chobenalla Aragonesista en contra de cómo se iba a realizar la Exposición Internacional (evento conocido popularmente como expo) que se celebró en Zaragoza durante el verano de 2008, exposición a la que en principio CHA se había opuesto por su ubicación y a la cual después apoyó una vez entró en el gobierno de la ciudad de Zaragoza en coalición con el PSOE.
Chobenalla Aragonesista, como organización con tintes independentistas y con ideología más izquierdista que la de CHA, siempre se opuso a la organización de una exposición universal en Zaragoza. CHA expulsó sus juventudes, aunque no eliminó la mención a Chobenalla Aragonesista como sección juvenil del partido en sus estatutos. En 2007, junto A Enrestida, Puyalón y Estau Aragonés, se integró en el Bloque Independentista de Cuchas (BIC). En 2008 volvieron a ser admitidas como juventudes de la Chunta Aragonesista, después de un acuerdo de la Asambleya Nazional de CHA celebrada en Huesca.
Chobenalla Aragonesista, integrada ya en el BIC, decidió en su VIII Asambleya, después de ser readmitida en la VI Asambleya de CHA, desvincularse de éstos y trazar una estrategia totalmente independiente y autónoma. Así, en 2010, fue una de las organizaciones fundamentales en la conformación de la actual organización juvenil de la izquierda independentista aragonesa, que se llama Purna, dando por concluidos los 18 años de existencia de la organización.
- Datos: Q513109